# USS Kirwin (APD-90)
USS Kirwin (APD-90/LPR-90) là một tàu vận chuyển cao tốc lớp Crosley, nguyên được cải biến từ chiếc DE-229, một tàu hộ tống khu trục lớp Rudderow, và đã phục vụ cùng Hải quân Hoa Kỳ trong Chiến tranh Thế giới thứ hai. Nó là chiếc tàu chiến duy nhất của Hải quân Hoa Kỳ được đặt cái tên này, theo tên Đại úy Hải quân John Joseph Kirwin (1918-1943), người từng phục vụ cùng tàu tuần dương hạng nhẹ Savannah (CL-42), đã tử trận trong Chiến dịch Avalanche tại Salerno vào ngày 11 tháng 9, 1943 và được truy tặng Huân chương Chữ thập Hải quân. Chỉ đưa vào hoạt động khi chiến tranh đã kết thúc, nó xuất biên chế năm 1946, rồi được huy động trở lại để phục vụ từ năm 1965 đến năm 1969, được xếp lại lớp thành LPR-90. Con tàu cuối cùng bị bán để tháo dỡ vào năm 1975.

## Thiết kế và chế tạo
Thiết kế của lớp Crosley dựa trên việc cải biến lớp tàu hộ tống khu trục Rudderow. Cấu trúc thượng tầng con tàu được mở rộng, đồng thời tháo dỡ bớt vũ khí trang bị để lấy chỗ bố trí nơi nghỉ cho 162 binh lính được vận chuyển cùng khoảng 40 tấn trang bị. Hệ thống động lực tương tự như với các lớp Buckley và Rudderow; là kiểu động cơ turbine-điện General Electric, cung cấp điện năng cho mô-tơ điện để dẫn động hai trục chân vịt.
Dàn vũ khí được giữ lại bao gồm một khẩu pháo 5 inch (130 mm)/38 cal bố trí một phía trước mũi; ba khẩu đội pháo phòng không Bofors 40 mm nòng đôi và sáu pháo phòng không Oerlikon 20 mm; vũ khí chống ngầm gồm hai đường ray Mk. 9 để thả mìn sâu. Thủy thủ đoàn đầy đủ bao gồm 15 sĩ quan và 168 thủy thủ; và con tàu được bố trí tiện nghi để vận chuyển 12 sĩ quan cùng 150 binh lính đổ bộ.
Kirwin được đặt lườn như là chiếc DE-229 tại Xưởng hải quân Philadelphia ở Philadelphia, Pennsylvania vào ngày 14 tháng 2, 1944. Nó được hạ thủy vào ngày 15 tháng 6, 1944, được đỡ đầu bởi bà Andrew J. Kirwin, mẹ của Đại úy Kirwin. Đang khi được hoàn thiện, con tàu được xếp lại lớp như một tàu vận chuyển cao tốc vào ngày 17 tháng 7, 1944, mang ký hiệu lườn mới APD-90, và nhập biên chế cùng Hải quân Hoa Kỳ vào ngày 4 tháng 11, 1945 dưới quyền chỉ huy của Hạm trưởng, Thiếu tá Hải quân Lloyd G. Benson.

## Lịch sử hoạt động

### 1945 - 1946
Chỉ đưa vào hoạt động sau khi Nhật Bản đã chấp nhận đầu hàng vào ngày 15 tháng 8, giúp chấm dứt vĩnh viễn cuộc xung đột, Kirwin hoàn tất việc chạy thử máy huấn luyện tại khu vực vịnh Chesapeake trước khi rời Norfolk, Virginia vào ngày 29 tháng 1, 1946 để đi đến Green Cove Springs, Florida. Con tàu được cho xuất biên chế tại đây vào ngày 6 tháng 4, 1946 và được đưa về Hạm đội Dự bị Đại Tây Dương, neo đậu cùng Đội Florida tại sông St. Johns và bị bỏ không trong gần hai thập niên.

### 1965 - 1969
Vào mùa Thu năm 1964, tàu vận chuyển cao tốc chị em Earle B. Hall (APD-107) bị hỏng nặng hệ thống động lực và được xem không thể tiếp tục hoạt động; vì vậy Kirwin được lựa chọn để thay thế, và được kéo đến Little Creek, Virginia Beach, Virginia vào ngày 30 tháng 11, neo đậu bên cạnh Earle B. Hall. Con tàu được cho tái hoạt động, tiếp nhận thủy thủ đoàn của Earle B. Hall, và chính thức tái biên chế trở lại vào ngày 15 tháng 1, 1965; Earle B. Hall được cho xuất biên chế cùng ngày hôm đó.
Đến tháng 2, 1965, Kirwin chuyển đến Newport News, Virginia để đại tu, rồi lên đường đi vịnh Guantánamo, Cuba vào ngày 6 tháng 7, nơi nó trải qua năm tuần lễ tiếp theo thực hành phòng thủ hạt nhân, chống tàu ngầm và thực hành tác xạ. Con tàu viếng thăm San Juan, Puerto Rico trước khi quay trở về Little Creek, đến nơi vào ngày 22 tháng 8. Đến ngày 29 tháng 11, nó lên đường sang vùng biển Caribe, nơi nó gia nhập Lực lượng Đặc nhiệm 184 để thực hành đổ bộ và chống tàu ngầm, nó quay trở về Little Creek vào ngày 16 tháng 12.
Vào năm 1966, Kirwin hoạt động từ căn cứ Little Creek để thực hành huấn luyện dọc theo vùng bờ Đông và tại vùng biển Caribe. Nó khởi hành vào ngày 15 tháng 8 để hướng sang khu vực Địa Trung Hải, đi đến Rota, Tây Ban Nha vào ngày 25 tháng 8. Con tàu đã ghé thăm các cảng Ý, Malta, Hy Lạp, Tunisia, Tây Ban Nha và Maroc trước khi quay trở về Little Creek vào ngày 3 tháng 12.
Kirwin được cho xuất biên chế lần sau cùng tại Orange, Texas vào ngày 16 tháng 12, 1968. Đang khi trong thành phần dự bị, con tàu được xếp lại lớp như một "tàu vận chuyển đổ bộ, nhỏ", và mang ký hiệu lườn mới LPR-90 vào ngày 1 tháng 1, 1969. Tuy nhiên nó tiếp tục bị bỏ không cùng Hạm đội Dự bị Đại Tây Dương cho đến khi bị rút tên khỏi danh sách Đăng bạ Hải quân vào ngày 15 tháng 9, 1974. Con tàu cuối cùng bị bán cho hãng J. R. Steel, Inc. tại Houston, Texas vào ngày 11 tháng 8, 1975 để tháo dỡ.

## Phần thưởng
Nguồn: Navsource Naval History
|  |  |  |

| Huân chương Chiến dịch Hoa Kỳ | Huân chương Chiến thắng Thế Chiến II | Huân chương Phục vụ Phòng vệ Quốc gia |